# Saltator cinctus
El pepitero enmascarado, saltador enmascarado (en Perú y Ecuador) o saltador chusquero (en Colombia) (Saltator cinctus) es una especie de ave paseriforme de la familia Thraupidae perteneciente al  numeroso género Saltator, anteriormente colocada en la familia Cardinalidae. Es nativo de regiones andinas del noroeste de América del Sur

## Distribución y hábitat
Se distribuye de forma disjunta en los Andes centrales de Colombia, y por la pendiente oriental de los Andes desde el norte de Ecuador (oeste de Napo) hasta el centro de Perú (Huánuco).
Esta especie es considerada rara y local en su hábitat natural: los bosques montanos húmedos, en altitudes entre 1700 y 3000 m. Se ha observado que prefiere alimentarse de los conos de Podocarpus oleifolius y además que permanece en masas densas de bambuzales Chusquea, en las cuales posiblemente busca alimento.

## Descripción
El pico es rojo, la corona y cabeza negros; luce una franja blanca a manera de collar en la garganta; el pecho, vientre y cola son blancos; el plumaje del dorso y las alas es negruzco a gris oscuro. Mide ente 21 y 23 cm de longitud. Pesa entre 43 y 53 g

## Sistemática

### Descripción original
La especie S. cinctus fue descrita por primera vez por el ornitólogo estadounidense John Todd Zimmer en 1943 bajo el mismo nombre científico; su localidad tipo es: «Cutucú (cerca de Macas), 2000 m, Zamora, Ecuador». El holotipo, una hembra adulta colectada el 28 de diciembre de 1940, se encuentra depositado en el Museo Americano de Historia Natural bajo el no. 748391.

### Etimología
El nombre genérico masculino «Saltator» proviene del latín «saltator, saltatoris» que significa ‘bailarín’; y el nombre de la especie «cinctus» en latín significa ‘bandeado’.

### Taxonomía
El género Saltator era tradicionalmente colocado en la familia Cardinalidae, pero las evidencias genéticas demostraron que pertenece a Thraupidae, de acuerdo con Klicka et al (2007). Las evidencias genéticas muestran que la presente especie es próxima del par formado por Saltator aurantiirostris y S. maxillosus. Es monotípica.